# Sonny
Sonny är ett förnamn med amerikanskt ursprung, och används i amerikanskspråkig kultur. Namnet är ett mansnamn.
Namnsdag: 9 februari (1986-1992). Sonny har ingen namnsdag.
Den 31 december 2008 fanns det 3202 män och 56 kvinnor med namnet Sonny i Sverige.

## Personer vid namn Sonny
- Sonny Anderson, brasiliansk fotbollsspelare
- Sonny Bono, amerikansk artist och politiker
- Sonny Johnson, svensk skådespelare
- Sonny Liston, amerikansk boxare
- Sonny Peterson, svensk musikdirektör och sångpedagog
- Sonny Rollins, amerikansk saxofonist